# Eupithecia spadix
Eupithecia spadix är en fjärilsart som beskrevs av Inoue 1955. Eupithecia spadix ingår i släktet Eupithecia och familjen mätare. Inga underarter finns listade i Catalogue of Life.